# Млинський потік (притока Белої)
Млинський потік (словац. Mlynský potok) — річка в Словаччині, права притока Белої, протікає в окрузі Ліптовський Мікулаш.
Довжина приблизно 8,1—9,0 км. Витік знаходиться в масиві Смречанські пагорби на висоті близько 840 метрів. Протікає територією сіл Прібиліна; Ваврішово; Ліптовський Петер..
Впадає у Белу на висоті 655-657 метрів.